# 周易 (嘉靖辛丑進士)
周易（1504年—？），字祖羲，號吴峰，陝西鳳翔府鳳翔縣人，民籍，明朝政治人物。

## 生平
嘉靖七年戊子科（1528年）陝西鄉試第四十八名舉人。嘉靖二十年（1541年）中式辛丑科會試第二百二名，登第三甲第一百三十七名進士。官至叙州府知府。

## 家族
曾祖周楫；祖父周恕；父周晃，府經歷。母張氏。慈侍下，弟周诗。